# لوس (فلم)
لوس (بالإنجليزية: Luce) فيلم درامي إثارة اجتماعي أمريكي صدر عام 2019 من إخراج جوليوس أوناه. و بطولة ناعومي واتس ، أوكتافيا سبنسر.

## روابط خارجية
مقالات تستعمل روابط فنية بلا صلة مع ويكي بيانات